# ミルクス本物
ミルクス本物（ミルクスほんもの）は、北海道札幌市の女性ローカルアイドルグループ。所属事務所はアイランド・エンタテイメント。

## 概要
グループコンセプトはパワーオブミュージックアイドル。
2015年に開催されたテレビ朝日主催のコンテスト「愛踊祭」優勝後に出演したテレビ朝日「musicるTV」にてMCのヒャダインと綾小路翔から改名のアドバイスを受け、同コンテストの審査員を担当したミキティー本物にあやかり2016年1月に旧名『ミルクス』から改名した。
2020年2月24日に一時活動を終了したが、同年12月22日から新メンバーにて活動を再開し2022年4月まで継続。

## メンバー
第1期
| 名前       | 読み            | 愛称       | 生年月日（年齢）       | イメージカラー |
| 小林渚     | こばやし なぎさ | なぎ       | 1998年7月15日（26歳）  | イエロー       |
| 松井さやか | まつい さやか   | さやりい   | 1993年6月18日（32歳）  | グリーン       |
| 池田優花   | いけだ ゆうか   | ゆかフィン | 2000年3月29日（25歳）  | ピンク         |
| 西尾咲璃   | にしお さり     | さーにゃ   | 1998年7月18日（26歳）  | イエロー       |
| 斉藤梨々子 | さいとう りりこ | りりちゃん | 1996年8月2日（28歳）   | ブルー         |
| 藤崎くるみ | ふじさき くるみ | くっち     | 2003年3月5日（22歳）   | ピンク         |
| 粕谷音     | かすや のん     | おと       | 2004年3月12日（21歳）  |                |
| 澤田樹     | さわだ いつき   | いっちゃん | 2001年11月5日（23歳）  | レッド         |
| 渋川紗有実 | しぶかわ さゆみ | さゆみん   | 1995年9月13日（29歳）  | パープル       |
| 谷乃愛     | たに のあ       | のん       | 2002年12月30日（22歳） | イエロー       |
| 檜山奈南果 | ひやま ななか   | ななか     | 2002年11月27日（22歳） |                |
| 新居睦実   | あらい むつみ   | むっちゃん | 2001年4月10日（24歳）  |                |
| マリオン   |                 |            | 2003年12月6日（21歳）  |                |
| 佐倉凪沙   | さくら なぎさ   | なぎさ     | 11月14日               |                |

第2期
| 名前       | 読み            | 愛称       | 生年月日（年齢）      | 備考                       |
| 彩永あいり | さやなが あいり | あいり     | 2000年6月2日（25歳）  | 後にAlways Loveyouメンバー |
| 広沢愛香   | ひろさわ あいか | あいにゃん | 2004年8月12日（20歳） | SNOWCRYSTAL 元メンバー     |

主な元メンバー
- 池田優花 - 現在はMyDearDarlin'のメンバー。 現芸名は美咲優羽。
- 小林渚 - 現在はKawaii Dream!!のメンバー。 現芸名は蘭ひめ。

## 来歴
2013年
- 6月 - オーディションによって「ミルクス」として結成[1]。

2014年
- 3月 - 松井さやかが脱退。
- 3月12日 - KRAPSHALLにて、定期公演「ミルクスショーVol.1」を開催。その後月1 - 2回の定期公演を開始する[4]。
- 6月11日 - ビクターエンタテインメントから発売されたコンピCD『Girls Pop’n Party -Idol Parade Neo-』に参加[5]。
- 7月 パリで開催された『JAPAN EXPO 2014』にて、札幌を世界に発信する公式テーマソング 「Sapporo De-Su-Yo-Ne-!!」の公式アーティストに選ばれる[5]。
- 12月19日 - EGGMAN EAST TOKYOにて、東京初ワンマンライブのミルクス LIVE IN TOKYOを開催する。

2015年
- 1月26日 - 札幌市役所本庁舎にて、札幌市長より「若者のまちづくり参加促進大使」に任命される。また、まちづくりPR曲「未来をつかもう」と共に、地域のまちづくり活動に参加してブログやライブなどをとおし、若者にまちづくり活動の情報を発信している[6]。
- 4月1日 - 株式会社アイランド・エンタテイメントが発足し、ミストケイズカンパニーからアイドル及びアーティストマネージメント事業などが継承される。これに伴い、ミルクスもアイランド・エンタテイメント所属となる[4]。
- 6月 - 結成2周年を期にメンバーにそれぞれ音楽のジャンルが設定され、グループコンセプトを「ミュージックアイドル」として活動をスタートする[1]。
- 8月4日 - 渋谷club asiaにてミルクスショーIN TOKYO vol.1を開催。以降、東京にて不定期開催を実施する。
- 8月29日 - 「さっぽろハロウィン2015」のアンバサダーに就任[7]。
- 9月22日 - 東京ドームシティホールにて行われたテレビ朝日『musicるTV』の『国民的アニメカバーコンテスト「愛踊祭」』企画において北海道エリア代表として、各エリア代表決定戦を勝ち上がった9組の決勝大会ファイナリストと熱戦を経て優勝。更にmusicるTVのマンスリーゲスト出演権も獲得する[8]。
- 10月14日 - ミルクショーVol.23小林渚卒業公演を最後に、小林渚が学業に専念するため、ミルクスを卒業する。
- 12月16日 - エイベックス・ミュージック・クリエイティヴ「愛踊祭レーベル」から初の全国流通シングル「魔法使いサリー/とんちんかんちん一休さん」を発売。

2016年
- 1月22日 - 1月27日のミルクスショーVol.29をもって「ミルクス本物」へのグループ名改名を行うことを発表。
- 1月27日 - ミルクスショーVol.29にて新メンバー西尾咲璃が加入。
- 3月16日 - ミルクス本物名義初のシングル「北の国から愛をこめて」を発売。
- 12月24日 - ミルクスショー　クリスマススペシャルライブをもって、池田優花ならびに西尾咲璃の２名が学業専念のため卒業する。

2017年
- 11月11日 - オフィシャルブログにて、斉藤梨々子が2018年2月でミルクス本物を卒業する事が発表された。

2019年
- 11月24日 - オフィシャルブログにて、ミルクス本物の2020年2月末日にて現体制での活動終了が発表された[9]。

2020年
- 2月24日 - 札幌SOUND CRUEでの最終公演「LAST LIVE 2020」を持って第1期活動終了。
- 12月22日 - 公式Twitterより新メンバーが発表され第2期活動開始。

2021年
- 8月12日 - Cluster「ぷらんとバーチャルライブなま配信」にてVRアイドル活動を開始。

2022年
- 4月17日 - 「ミルクス本物卒業公演2022」をもって2期メンバー2名が卒業し再度活動を休止、広沢は学業専念・彩永はソロアイドルとして活動。

## 出演

### テレビ
- 24時間テレビ 「愛は地球を救う」（2014年8月31日〔北海道地区〕、札幌テレビ放送）
- ジモドルWalker（2014年9月19日深夜放送、北海道テレビ放送））[10]
- イチオシ!モーニング（2015年10月8日、北海道テレビ放送）[11]
- 熱烈!ホットサンド!（2015年10月10日、2020年9月5日[12]、札幌テレビ放送）
- musicるTV（2015年11月2日、9日、16日、24日深夜放送【放送日は関東地区】、テレビ朝日系列）[13]
- 急な、Qに、窮するな。ミルクスQ連発（2015年11月26日深夜放送、北海道文化放送）初冠番組
- 三都IDOL物語(2016年6月24日、北海道テレビ放送、メ〜テレ、九州朝日放送)GGK20（ジンギスカンジュージュー）役[14]

### ラジオ
- 日高晤郎ショー（2015年8月15日、STVラジオ）
- Music Delivery BAN BAN RADIO!（2015年12月8日、HBCラジオ）
- GTR（2015年12月16日、AIR-G'）
- アップルスマイル（2015年12月16日、FMアップル）
- Dig link〜ディグリンク〜（2021年10月13日 - 2022年3月30日、AIR-G' 第2水曜担当・広沢愛香のみ）

### インターネット
- 経済産業省・中小企業庁サイト「ものづくり★プライド 注目支援施策を活用した成果事例」 - 北海道地区代表として参加（2016年3月）[15]

## 楽曲

### シングル
インディーズ
『純情ロマンチック』（2014年8月30日発売）MKCD-001
MIST K's COMPANY / 1st SINGLE
1. 純情ロマンチック
作曲・編曲：HOP 作詞：Hitomi[16]
2. WE ARE MILCS!～まさに悩めるこの世の救世主！？～
作曲・編曲：成田ヒロアキ 作詞：野良

『ワンダーガール/未来をつかもう』（2015年3月22日発売）XLR-003
Island Entertainment / 2nd SINGLE
1. ワンダーガール(UHB「土曜プレゼンアワー」10月度番組エンディングテーマ)
作詞・作曲・編曲：HOP[16]
2. 未来をつかもう
作曲・編曲：Kondo Shoma 作詞：HOP/Adachi Hitomi[16]
※「札幌市若者のまちづくり参加促進大使PRソング」

『MIRACLUE SMILE』（2015年7月1日発売）XLR-004
Island Entertainment / 3rd SINGLE
1. ミラクルスマイル
作詞・作曲：村田篤則
2. スキラ☆キラキラ
作詞・作曲：DJ一戸建

『MIRACLUE SMILE』（2015年8月30日発売）XLR-005
Island Entertainment / 3rd SINGLE
1. ミラクルスマイル
作詞・作曲：村田篤則
2. もういっかい！
作詞：羽白ひより 作曲・編曲：成田ヒロアキ

『SUPER MAGIC』（2015年11月16日発売）XLR-006
Island Entertainment / 4th SINGLE
1. Super magic
作詞・作曲・編曲：HOP[16]
2. Challenge
作詞・作曲：村田篤則

メジャー
『北の国から愛を込めて』（2016年3月16日発売）
愛踊祭レーベル
1. 北の国から愛を込めて
作詞：綾小路翔、作曲・編曲：前山田健一
2. サタデーナイトビリーバー
作詞：渡邊シェフ、作曲：かおりんぐマシン、編曲：板垣祐介

### ライブ盤ミニアルバム
『MILCS SHOW 2014』（2014年12月17日発売）
MIST K's COMPANY
1. ワンダーガール
作詞・作曲・編曲：HOP
2. もういっかい！
作詞：羽白ひより 作曲・編曲：成田ヒロアキ
3. ミラクルスマイル
作詞・作曲・編曲：村田篤則
4. Spice☆レンジャー
作詞・作曲・編曲：da-i-ch
5. 純情ロマンチック
作曲・編曲：HOP 作詞：Hitomi[16]

### カバー
『魔法使いサリー / とんちんかんちん一休さん』（2015年12月16日発売）AKCY-60001/60002
愛踊祭レーベル
1. 魔法使いサリー
2. とんちんかんちん一休さん
3. ワンダーガール